# جيل 1914
| أدب إسباني |
| --- |
| |
| أدب ألفونسو العاشر أدب العصور الوسطى الترجمات في العصر الذهبي الإسباني أدب عصر النهضة رواية فروسية رواية شطارية رواية بيزنطية ميغيل دي ثيربانتس أدب الباروك أدب عصر التنوير أدب الرومانسية أدب الواقعية أدب الحداثة الأولترايسمو جيل 98 جيل 1914 جيل 27 جيل الخمسينات رواية اجتماعية إسبانية ما بعد الحرب |
| انظر أيضًا |
| نقد أدبي • الانطباعية • رومانسية المدرسة الإبداعية • النقد أدب بورتوريكو • البوم الأمريكي اللاتيني البرناسي • واقعية أدبية • طبعانية الرومانسية الجديدة • العبثية في الأدب • باروكية • واقعية سحرية حداثة • كلاسيكية • سريالية • رمزية                                                                    |

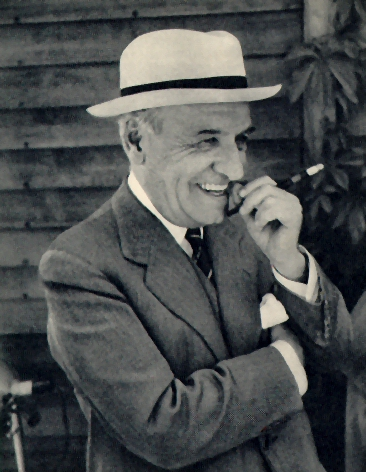
خوسيه أورتيجا

جيل 1914 أو جيل 14 هو مسمى تاريخي يمثل مجموعة من الكتّاب الإسبان عُرِفوا في الفترة الزمنية بين «جيل 1898» و«جيل 1927». صاغ هذا المصطلح عالم التربية وعضو اتحاد التعليم السياسي لورنزو لوزورياجا في مقالة له صدرت عام 1947، راجع فيها «الأعمال الكاملة» لخوسيه أورتيجا إي جاسيت. واختار هذه السنة لتزامنها مع صدور الكتاب الأول المهم لأورتيجا «تأملات حول دون كيشوت»، وفي المرحلة ذاتها تم التأكيد على حضور أورتيجا كأحد أكبر المفكرين جماهيرية بفضل مؤتمره «السياسة القديمة والجديدة». وكان لهذا الفيلسوف إجلالاً خاصاً جعلتهم يطلقون على هذا الجيل أيضاً «جيل أورتيجا».
ينتمي إلى هذا الجيل كتّاب ولدوا حول عام 1880 وبدأوا نشاطهم الأدبي في القرن العشرين، وبلغ الجيل أوج تطوره حول عام 1914. وإلى جانب أورتيجا يمكن إحصاء عدد من الكتّاب مثل: جابرييل ميرو، ورامون بيريز دي أيالا، وغوستاف بيتالوغا، ومانويل أثانيا، وغريغوري مارانيون، والشاعر خوان رامون خيمينيز، والشاعر الطليعي رامون غوميز دي لا سيرنا، رغم النزعة الجمالية المختلفة. و«جيل 1914» وهو ما يعرف أيضا بجيل التسعمائة صادف ظهوره مع حركة الكاتب إوجيني دورس في كاتالونيا والتي تعرف بـ«التسعمائة المجددة noucentisme». وتركز على اختيار المقالة الإنشائية أو المقالة الصحفية وسيلةً للتعبير والتواصل.
الحدث الأكثر بروزاً لعام 1914 هو وقوع الحرب العالمية الأولى بين عامي (1914-1918)، وكان لهذا الحدث أهميةً خاصة لأعضاء هذا الجيل، على الرغم من عدم الإشارة إليها بالأهمية ذاتها التي حظي بها نظرائهم في بقية الدول التي تدخلت عسكرياً في الحرب نفسها، ولم يطلق على هؤلاء «جيل 1914»، بل أطلق عليهم مسميات أخرى مثل «الجيل الضائع»، أو «جيل النار». وكان لحيادية إسبانيا في هذه الحرب توابع اجتماعية وسياسية واقتصادية، مثل أزمة 1917. ومن الناحية الثقافية نتج عن الحرب انقسام الدولة إلى أنصار دول المحور (مناصري ألمانيا) وأنصار أعدائهم (مناصري فرنسا وإنجلترا). وجاء هذا الجدل امتداداً لجدلية سابقة حول منح أوروبا الطابع الإسباني أو منح إسبانيا الطابع الأوروبي التي أثارها أونامونو وأورتيجا.

## الخصائص
تتشابه هذه الخصائص إلى حدّ كبير مع خصائص حركة «التسعمائة المجددة»:
- المنطقية والإعداد البرامجي: بالمقارنة مع الجيل السابق «جيل 98» الذي اعتمد على التعلم الذاتي وغير المبرمج وتأثر بالتيارات الفلسفية اللاعقلانية والحيوية، فإن أفراد «جيل 1914» يتميزون بالتأهيل الفكري الثابت وببرمجة خططهم.
- الالتفات إلى المدنية والقيم الحضارية وعوامل التحضر مقارنةً مع «جيل الريف» وهو جزء من «جيل 98» الذي يبحث في الطبيعة والاخضاع للنظرة الطبيعية، خصوصا المتعلقة بمدينة كاستيا وكينونة إسبانيا.
- الانجذاب نحو النزعة الأوروبية ومفهوم إسبانيا: يشعر أعضاء «جيل 1914» بالانجذاب نحو الثقافة الأوروبية ويحللون مشاكل إسبانيا انطلاقاً من هذه النزعة. وتتضمن مخططاتهم تحديث الدولة فكرياً. ومن وجهة نظرهم، فإن إسهاماتهم فيما يدور حول كينونة إسبانيا يختلف عما قدمه «جيل 98» السابق لهم. ولا يوجد موقف مشترك داخل الجيل حتى من اؤلئك المنضون تحت لواء الجمهوريين، مثل: بيريز دي أيالا، وأورتيجا، ومارانيون، وحتى من النقاشات التي دارت في مرحلة نفيهم بعد الحرب الأهلية الإسبانية، والتي خُصّصت للنشاطات الفكرية حول شخصيات مثل: اميريكيو كاسترو، وكلاوديو سانتشز البورنوز.
- التحول للبحث عن السلطة والاندماج في الحياة الرسمية والناشطة للوصول إلى مقاليد السلطة في مراحل تحول الدولة. إذ يرى أفراد هذا الجيل أن مخططاتهم للتغيير لا يمكن أن تقتصر على الكتابة فقط، بل يجب أن يشاركوا في السلطة نفسها وفي النشاطات الاجتماعية والسياسية في إسبانيا.
- الاتجاه نحو العقلانية، وذلك من خلال رفض العاطفة أو تمجيد الشخصية، وأدى ذلك إلى تحليل عقلاني للفن، حتى في الشعر.
- الاهتمام بالجمالية وتجريد الفن من النزعة الإنسانية: وهو مصطلح صاغه أورتيجا في عنوان لمقالة أدبية له صدرت عام 1925. وتجريد الفن من النزعة الإنسانية بالنسبة لأورتيجا يشكل الفن الحديث ولا يشير إلى بدايات القرن بل إلى بدايات الحركة الطليعية لمرحلة ما بين الحربين العالميتين، وعرف بالفن النقي أو مذهب الفن لأجل الفن وهو ما أنتج لاحقاً ما يسمى «الشعر النقي». ومن خلاله يجب على العمل الأدبي أن يبحث فقط عن المتعة الجمالية للنص، وهي فكرة غير جديدة إذ نجدها في البرناسية الفرنسية في القرن التاسع عشر.
- توظيف الكلاسيكية: فرض أفراد الجيل من جديد النماذج الكلاسيكية الإغريقية واللاتينية، وأصبحت رزانة العمل الأدبي عاملاً جمالياً لا غير.
- التركيز على الشكلية (الانشغال بالشكل): وتتضمن الاهتمام بجمالية النص كهدف رئيسي من خلال اتقان العمل الأدبي، مما يؤدي إلى صقل اللغة بشكلٍ كبير، وإيصال العمل إلى درجة الكمال الشكلي وإلى المساهمة في خلق فن الأقليات.
- الاتجاه نحو النخبوية: وتأتي كنتيجة للنقطة السابقة.
- التقديم لمفهوم الطليعية (الجمالية والفكرية والاجتماعية): كان على التغيير أن يأتي من فوق، أي من الأقلية (مثل أعمال خوان رامون خيمينيز التي كرسها كلها للأقليات). وهذا ما يبرر اختيار الأدب الصعب الموجه للأقليات وللنخب. ونتج عن ذلك تحولاً آخر، وهو إسقاط التغير الجمالي هذا على التحول الحسي للغالبية، وهو ما حسّن الإدراك والانفتاح الجماهيري على العلوم والثقافات. وبقيت العلاقة مع الجماهير جدلية، متمثلةً في أعمال أورتيجا «تمرد الجماهير» و«ليس هذا! ليس هذا!».[5] لم تكن الأفكار جديدة بل وليدة المذهب الكروازي في الفلسفة والهيئة الحرة للتعليم، ولم تقتصر على حركة الـ«التسعمائة المتجددة» أو «جيل 1914». في الحقيقة، تقديم هذه الأفكار عرف أكثر عند «جيل 1927»، وعلى البعثات التعليمية، وعلى فرقة المسرح المعروفة بالباراكا؛ وذلك في إطار الجمهورية الإسبانية الثانية، وفي إطار «جيل 1936»، وفي الإطار المأساوي للحرب الأهلية الإسبانية المقترنة مع الثورة الاجتماعية ل«ميجيل إيرنانديز». واستثمرت مرحلة ما بعد الحرب الأهلية شعارات خوان رامون وكرستها لخدمة الغالبية العظمى.

## التسمية
ينضوي تحت هذا المسمى كُتُاب المقالات الأدبية الذين شكلوا جزءاً من «جيل 1914»، منهم: خوسيه أورتيجا إي جاسيت، وانخنيو دى اورس، ومانويل ازانيا، وغريغوري مارانيون، وغوستاف بيتالوغا، وسالفادور دى باسترا، ومانويل غارسيا مورينتا، ورفائيل كانسينوس أسينس، ورامون دى باسترا، وكوربوس بارقا، وبابلو دى اسكاراته. ومن الروائيين: غابرييل ميرو، ورامون بيريز دى أيالا، وبينجامين خارنيس، وينسيسلاو فيرنانديز فلوريس، وفيليكس أوراباين. والدراماتيكي خارسينو غراو، ومن الشعراء: خوان رامون خيمينز، وجوسيب كارنو، والأديب المتنوع الاهتمامات رامون جوميز دى لاسيرنا.
يوجد حضور ملحوظ للنساء في هذا الجيل، وقد لوحظ هذا التواجد من خلال أوائل الأديبات اللواتي استطعن الحصول على تأهيل جامعي مثل: ماريا جويري التي ظٌهرت بدعم من زوجها رامون مينديز بيدال، وزينوبيا كامروبي، وكان هدفها ووجهتها مشابهين لوجهة خوان رامون، واخصائية التربية ماريا دي مايزتو، أو صاحبات الحركة النسوية: كلارا كامبوامور وفيكتوريا كينت. وأخريات من مريدي أورتيجا مثل ماريا ثامبرانو، على الرغم من أن أورتيجا أشار إلى امرأة من الجيل السابق وهي ماتيلدا بادرون، وكانت بالنسبة له أفضل امرأة عرفها.
انخراط الكٌتّاب في جيل أو آخر قد لا يكون محسوماً، فالبعض منهم مثل خوسيه بيرجامن هم أقرب إلى «جيل 1927»، غير أنهم يصنّفونه ضمن جيل كتاب المقالات الأدبية. وهناك آخرون مثل ليون فيليبي، على الرغم من كونه قريباً من الفئة العمرية لأفراد «جيل 14»، إلا أنه هو وأمثاله يصنّفون ضمن جيل الشعراء.

## في الفن التشكيلي
تتجلى حركة «التسعمائة المجددة»، كما أطلق عليها دورس، في الفنون التشكيلية المعروفة بال ميديتيرانيسم، غير أن «جيل 1914» لا يمكن التعرف عليه في أعمال فنانين تشكيليين، بل يدرج تحت الحركة الطليعية، وذكر هذا في بيان صادر عن تأسيس الحركة الطليعية في إسبانيا، وعن جمعية الفنانين الإيبيريين عام 1925. وقد يصنف بابلو بيكاسو المولود سنة 1981 ضمن هذا الجيل إلا أن مساره تجاوز كثيراً الإطار العام للجيل. وترأس العملية الفنية في العقدين الأولين من هذا القرن فنانون من القرن الماضي مثل: رامون كاساس، وأنجيلا كامارسا، وسوريا وسولوجاجا، وترأسها أيضا فنانون معاصرون لأدباء «جيل 14» من بينهم: خوان جريس، ودانيل فاسكويز دياز، وخوسيه جوتيرريز سولانا، بالإضافة إلى خوليو روميرو دي توريس وجوسيب ماريا سيرت، وهم أكبر منهم ببضعة أعوام، وانتماؤهم إلى الحركة الطليعية كان ضئيلاً، لكنهم حازوا على نجاح كبير خلال المرحلة. ومن النحاتين: جوسيب كلارا، وجوليو جوجونزاليز، وبابلو جارجاييو.